# Carcegna
Carcegna, frazione del comune di Miasino (NO), è un borgo situato sulle colline orientali del lago d'Orta a una altitudine di 397 m s.l.m. e conta 347 abitanti. L'abitato si sviluppa a cavaliere della strada provinciale che congiunge Legro, frazione di Orta San Giulio, con Armeno. La parte antica del paese è tuttavia quella ubicata ai piedi dell'omonimo Monte, con esposizione verso il mezzogiorno e affaccio sul sottostante golfo della Bagnera. Percorrendo la via Roma, è ancora possibile osservare le meridiane e i dipinti che ornano gli edifici più antichi. Lo sviluppo edilizio ha portato le costruzioni del passato più recente a gravitare all'interno dell'antico solco vallivo nel quale scorre il ruscello Riale, al centro di un impluvio che ancora oggi raccoglie e convoglia le acque piovane verso il sottostante lago, passando per l'antica roggia molinara che si incontra lungo la via per Orta, ai piedi del Monte del Castello. La Chiesa parrocchiale si trova in posizione centrale rispetto alla frazione, immediatamente a monte del punto di massima pendenza dell'impluvio. Questa posizione è probabilmente all'origine dello sprofondamento del campanile, le cui opere di fondazione non hanno retto al peso della torre, facendole assumere già anticamente una forte inclinazione, cui si cercò di porre rimedio con una copertura piramidale con l'asse inclinato per compensare lo sbandamento del baricentro.

## Storia
1. Sulla cima del Monte che sovrasta l'abitato si trova un "masso coppellato", delle dimensioni di circa metri 6 x 2,5, rastremato verso Nord (dista circa 100 metri in direzione 30° ovest dal punto più alto del colle). Documentato alla fine degli anni novanta del Novecento da Cesare Carcano, le sue coppelle sono concentrate nella porzione più larga della pietra e sono circa 40, di varie forme e dimensioni. Mentre alcune sembrano di formazione naturale, altre sono state realizzate presumibilmente con strumenti litici; in particolare, una è unita con un canaletto ad un'incisione ovoidale; altre tre sono unite da canaletti a coppelle più piccole. Questo manufatto documenta un'antica presenza umana. La spiegazione più probabile e che si tratti di un altare, dedicato a un rito celtico di propiziazione della fertilità.
2. Renato Verdina, in "Il Borgo d'Orta, L'Isola di San Giulio e il Sacro Monte", Tipografo Editore Luigi Vercelli, Omegna 1940, riferisce che nel 1894, E. Bianchetti e A. Curioni svolsero scavi nella regione Campello, rinvenendo alla profondità di circa 80 cm una quindicina di tombe, con orientamento da nord-ovest verso sud-est, composte da lastroni di pietra di circa due metri di larghezza, con disposizione a gruppi di tre o quattro sepolture affiancate (pp.200 - 201). Claudio Albertini e Alberto De Giuli, nell'articolo "La necropoli di Carcegna (Miasino)", pubblicato in “Bollettino Storico per la Provincia di Novara”, Novara, Anno LXIV, nr.2, luglio – dicembre 1973, p.136 e seguenti, ci danno altri elementi sugli scavi del 1894 e precisano che le lastre di pietra erano legate da calce e prive di corredo. Qualche anno dopo, sempre in regione Campello, un contadino rinvenne un orciolo con scritte in caratteri Leponzio Liguri. I reperti rinvenuti nella necropoli sono ora custoditi nel Museo Archeologico di Mergozzo.
3. Nell'epoca longobarda Carcegna appartenne al Ducato di San Giulio e nei dintorni del paese sorgono le rovine di una fortificazione di forma ellissoidale, con mura formate da grossi blocchi in pietra (gran parte del materiale della costruzione originale venne riutilizzato nelle opere di edilizia della casa Martelli a Miasino) probabilmente facente parte del sistema difensivo longobardo del Lago d'Orta, assieme alla Rocca di Buccione, al castello dell'Isola di San Giulio, alla casa forte di Pella e allo scomparso castello di Luneglio a Pettenasco.
4. Nel medioevo Carcegna seguì le sorti della pieve di Orta di cui faceva parte come parrocchia indipendente, come risulta dalla citazione della chiesa nel "Liber cleri" nell'anno 1133.
5. "Il diario del notaio Elia (1523 - 1560) e il mondo ortese degli Olina", a cura di Fiorella Carcano, Comune di Orta San Giulio, Gravellona Toce, 1990, cita una serie di eventi, utili per farsi un'idea dell'atmosfera carcegnese nella seconda metà del sec. XVI: il 2 febbraio 1537, un tale di Armeno, chiamato Malerba (nomen omen), figlio del fu Giorgio Muti, mentre si intratteneva a Carcegna con alcuni amici di Miasino, scaturita un diverbio, venne ucciso (p.55); il 10 maggio 1538, nell'ambito di un'altra lite, scaturita per la proprietà di un prato, il notaio Giorgietto, figlio del fu Giorgio Muti di Armeno, venne trafitto a morte da Bartolomeo, figlio del fu Ginetto di Giorgio Muti (p.57): sfortunata la progenie del Muti, che in due anni perdeva ben due uomini, uccisi in altrettanti torbidi di paese! Il 21 febbraio 1541, una compagnia di amici, originari di Omegna e Ornavasso, diretti a Miasino per partecipare alle nozze tra una figlia di Bartolomeo Martelli e un figlio di Battista della Chiesa di Omegna, aggredì nei pressi di Carcegna alcuni residenti di Orta e tra di questi Giulio Contini rimase ferito (p.86). Al riguardo, il notaio Elia Olina ci spiega che non correva all'epoca buon sangue tra ortesi ed omegnesi, per cui nessuno di Omegna, né della pieve, veniva al mercato di Orta, né gli ortesi si recavano a quello di Omegna, in quanto i primi avevano tentato di entrare a forza nel mercato di Orta, inducendo il vescovo di Novara a rivolgersi ai governanti di Milano per impedirlo (p.90). Nel 1544, all'inizio di marzo, in casa di Giulio di Cristofaro Bolla, Giacomo, figlio di Giovanni Beltrami di Antigorio, abitante a Carcegna, uccise con una schioppettata Giovanni Antonio di Giovanni Rosa di Carcegna. Giacomo, subito catturato, confessò in carcere e, una volta processato, venne condannato alla pena capitale e decapitato il 22 marzo nella piazza di Orta: giustizia rapida quella di quei tempi (p.113)! Angelo Marzi, in "Lo scenario che precede l'Orta Barocca di Carlo Nigra: le case degli Olina, San Nicolao, il palazzo della Comunità", ci informa a p.289 che il patibolo fu innalzato nei pressi del Palazzo della Comunità.
6. Carcegna, inserita nel territorio di San Giulio, governato dai vescovi di Novara, fece parte dello stato della Riviera di San Giulio fino al 1767, quando venne ceduta, per disposizione personale dell'allora vescovo Marco Aurelio Blabis Bertone, al Regno di Sardegna. Il Cotta, insigne erudito di Ameno del sec. XVII, nella sua "Corografia della Riviera di San Giulio" del 1688, distingue tra una Riviera Superiore ed una Inferiore; Carcegna apparteneva alla prima, il cui centro amministrativo era ad Orta. Il vescovo esercitava la propria autorità sulla riviera ed amministrava la giustizia per mezzo di un castellano che risiedeva sull'Isola di San Giulio, la cui nomina doveva essere approvata dai consigli delle due riviere. Passata al governo napoleonico, dopo la Restaurazione del Congresso di Vienna del 1815, la Riviera di San Giulio ritornò al vescovo pro tempore di Novara, il quale la ridiede ai Savoia nel 1817.
7. Il secolo XVII è caratterizzato dalla presenza di famiglie di commercianti che investono a Milano i proventi delle attività agricole. In particolare si segnalano i Rossi, che commissionarono opere d'arte per il decoro della chiesa di San Pietro e che gestirono le cappellanie di San Mauro e dei Re Magi. Gli stessi commissionarono opere al pittore Giorgio Bonola e un certo numero di dipinti ad olio su tela si conserva nell'ambito di collezioni private del luogo. Tra le famiglie importanti che avevano proprieta' a Carcegna si registrano anche i Morbio, nobile casato novarese, che possedevano un'antica casa di villeggiatura, divenuta in seguito di proprieta' Favergiotti. L'edificio, nella via Roma, conserva ancora lo stemma della casata sulla cappa dell'antico camino in pietra del piano terra (cfr. Società Storica Novarese - La famiglia Morbio).
8. Durante la seconda Guerra mondiale, Carcegna è luogo di passaggio per i partigiani della Brigata "Franco Abrami" (che ha la sua base sul vicino Mottarone), inserita nella Divisione "Val Toce", che, diretti verso il lago sottostante, lo attraversano con l'aiuto di pescatori e barcaioli. I boschi circostanti l'abitato vengono utilizzati per occultare i movimenti della "Volante Elsinki", dal nome della sua comandante, la tenente Elsa Oliva, che ricorda come siano anche stati il luogo di alcuni pernottamenti (Elsa Oliva, "Ragazza partigiana", La Nuova Italia, 1974, pp. 106, 117 e 120. Per un profilo dell'autrice vedi: Dario Morgante, "Il sorriso dei partigiani", Redstar Press, 2016). L'autrice è la sorella di Aldo Oliva, nome di battaglia "Ridolini", partigiano appartenente alla brigata "Franco Abrami", operante nella zona del Mottarone. Per sottrarsi alla cattura, si rifugia nell'abitato, venendo scoperto da militi fascisti la sera del 14 febbraio 1945, quando viene ucciso con una raffica di mitra davanti alla chiesa. L'episodio è ricordato anche in http://www.straginazifasciste.it/wp-content/uploads/schede/CARCEGNA%20MIASINO%2014.02.1945.pdf. Qualche menzione sull'atmosfera che si viveva nel paese dopo il settembre 1943 e l'inizio della Guerra partigiana può essere reperita nel libro di Giancarlo Bernacchi del 2014, "Heimskringala", nel quale si racconta (pp.22 e 23) di un'irruzione a mano armata nella casa parrocchiale, allora abitata da don Ragni, la sorella e l'anziana madre, in data imprecisata, da parte di giovani armati di non chiara affiliazione partigiana e di come, dopo la morte di "Ridolini", i suoi compagni siano scesi di notte dalla montagna, sottraendo con un colpo di mano il cadavere.

## Monumenti e luoghi d'interesse
1. La chiesa di Carcegna ha origini molto antiche e vede le sue radici nel periodo romanico, quando tutto il territorio cominciò ad arricchirsi di strutture religiose. La prima notizia sull'edificio risale all'11 agosto 1217, giorno in cui don Giuliano, canonico della chiesa di San Giulio d'Orta, fa testamento in favore di alcune chiese della riviera, tra cui quella di Carcegna, già allora dedicata a San Pietro. La separazione della chiesa di San Rocco di Miasino dalla matrice di Carcegna, richiesta dai miasinesi e ottenuta nel 1566, ha come conseguenza diretta l'impoverimento della chiesa di San Pietro per la mancanza dei proventi che giungevano da quella comunità.
2. L'attuale chiesa parrocchiale, in stile barocco, dedicata a San Pietro apostolo, fu eretta a partire dal 1661. Nel giugno del 1683 ne venne approvato il progetto redatto dall'architetto Andrea Biffi, nato a Milano il 4 gennaio 1645, da una famiglia di artisti. Il Biffi si era formato nello studio Gerolamo Quadrio, architetto della Fabbrica del Duomo ed alla morte del maestro ne aveva ricoperto la carica sino al 1679, morendo a sua volta a Milano il 28 luglio del 1686. Secondo Novara Sacra, Annuario Diocesano, 1928, pp. 189–190, non esisterebbe una data certa circa la consacrazione: non di meno, fino al 1800 i Canonici dell'Isola di San Giulio vi si recavano ogni anno il 3 aprile per celebrarvi l'anniversario della dedicazione.
3. La facciata, apparentemente, non è mai stata terminata. L'interno, a una sola ampia navata, presenta decorazioni nell'abside ("Gesù dà a San Pietro le chiavi del paradiso") e nella cupola, ad opera del pittore lombardo Salvatore Bianchi, quelle del coro afferiscono all'ortese Luca Rossetti (anno 1762), il medesimo pittore che ha decorato l'Ossario e il quadro in cornu Evangelii. Il grande quadro centrale del coro, rappresentante il "Martirio di S. Pietro Apostolo" porta la scritta "Compagnia di Brescia 1742" ed ha una pregevolissima cornice intagliata e decorata da Giuseppe Antonio Mazzola nel 1781.
4. Oltre all'altare maggiore, altri quattro altari arricchiscono il tempio. Quello dedicato alla Purificazione della Vergine reca l'epigrafe: "Annibal Godius. Et Iulius Caesar Francus F. F. Anno MDCLXX”. Gli altari dedicati a San Mauro e ai SS. Re Magi costituivano patronato della famiglia Rossi, che aveva eretto ai rispettivi altari due benefici. Un altro beneficio era stato eretto all'Altare dell'Immacolata Concezione da Giovanni e Giulio Torotti con testamento, in data 28 luglio 1713, rogato Gavazzo. Le ancone degli altari laterali sono tutte di buona fattura, sebbene di autore ignoto: di pregio sono pure le cancellate in ferro collocate dinnanzi alla cappella di San Mauro Abate e all'Ossario. All'interno si conservano numerosi esempi di dipinti seicenteschi, tra gli autori si possono ricordare: Luigi Garzi (L'adorazione dei Magi), Giorgio Bonola (Miracolo di San Mauro), Luigi Scaramuzza (o Scaramuccia) (Purificazione della Vergine), Federico Bianchi (Immacolata Concezione).
5. La parrocchiale è dotata di un campanile slanciato (29 metri), che, alla base, conserva le fondazioni romaniche. La sua soprelevazione ha causato un cedimento della struttura, che risulta pendente in modo accentuato. Tale pendenza è assai pronunciata: si tratta di circa cm. 90 dalla sommità alla base. Il campanile reca scolpita, in un blocco di granito del basamento, la data della costruzione: 1671. Un altro elemento notevole della chiesa è rappresentato dall'ossario, la cui griglia, secondo Carlo Nigra, autore di una "Introduzione allo studio della casa sul Lago d'Orta", reperibile in Paolo Monti, "Antiche case del Lago d'Orta", Fondazione Arch. Enrico Monti, 1984, fu eseguita nell'anno 1747 dal fabbro Giuseppe Pangelino di Orta, per la somma di 75 lire imperiali oltre al ferro.
6. Simone Ricciardi, autore di "Testimonianze artistiche a Carcegna prima del Barocco: un Crocifisso ligneo e un affresco" (cfr.http://www.academia.edu/10180846/Testimonianze_artistiche_a_Carcegna_prima_del_Barocco_un_Crocifisso_ligneo_e_un_affresco_in_Carcegna._Antica_comunit%C3%A0_del_Cusio_a_c._di_F._Mattioli_Carcano_e_T._Rigotti_Caratteremobile_2014_pp._114-117), ricorda almeno due manufatti pre-barocchi: un crocifisso ligneo, oggi custodito nella sacrestia della parrocchiale e presumibilmente appartenente alla vecchia chiesa di San Pietro, realizzato probabilmente all'inizio del seicento sulla base di uno stile ritardatario, con qualche accenno di aggiornamento stilistico. Il secondo elemento è un affresco realizzato al centro del paese, su di una casa privata della via Roma, al civico 24, recentemente restaurato e risalente al 1501, rappresentante l'incoronazione della Vergine, il Bambino e Sant'Antonio, probabilmente opera della bottega dei Cagnola. Tale dipinto si trova sulla facciata di un edificio al termine della ripida salita che conduce a Carcegna lungo la via per Orta, la strada percorsa anticamente per entrare in questa parte dell'abitato provenendo da Orta San Giulio. La collocazione non è casuale e individua il luogo anticamente devoluto al raccoglimento di quanti, dopo un pensiero devoto, entravano nell'abitato.
7. Riccardo Verdina, cultore di storia locale, nel curare per La Gazzetta del Lago la rubrica "Itinerari turistici del Cusio", ha lasciato sul numero del 19 luglio 1941 memoria di una visita a Carcegna, definita "vetusto paesello [...], a mezz’ora di strada da Orta", che poteva all'epoca essere raggiunta a piedi con una "via facile e immersa nella frescura di secolari castani". Secondo l'autore, il paese conservava ancora il diritto di eleggere il parroco e citava un "Rogito Cordoli" del 1633, quale fonte di questa facoltà, riservata ad alcune famiglie del luogo. Inoltre, Carcegna aveva un diritto di sbarco sul lago, al Km. 45 del quale si parlava già in una relazione del 1725, e contava all'epoca 300 abitanti. Nel descrivere l'abitato si dilungava sulla "casa dei Poli", abbellita da un affresco con un’Addolorata con accanto la Maddalena che bacia la mano di Gesù, datato 1768. Il Verdina proponeva per questo dipinto la paternità del miasinese Cantalupi. Nel procedere a piedi lungo la via principale dell'abitato, annotava poi la presenza di alcune meridiane, tra cui una del 1694, con la scritta adduce adversus tempus e, giunto alla parrocchiale di San Pietro, ne descriveva l'orticello sul lato, un tempo il piccolo cimitero di Carcegna: in particolare, osservava sul muro della chiesa volto ad oriente una meridiana con la scritta hora est iam de somno surgere. Commentava quindi che "la meridiana vigilava ì morti di quel cimitero e le parole scritturali erano un monito di speranza per la Resurrezione in Cristo Signore". Quanto osservato dal Verdina può essere visto ancora oggi.
8. L'abitato ha ospitato un Rifugio/asilo OZANAM, fondato nel marzo 1918 dalle Dame di San Vincenzo, grazie alla donazione di un edificio nell'attuale via Roma, da parte degli anziani coniugi Provino (+ 9 settembre 1916) e Luigia Pozzi (+ 12 novembre 1922), ricordati in morte da una lapide conservata nel locale cimitero ("vissero e morirono beneficiando"). L'istituto protrasse le proprie attività almeno sino al 1969, anno in cui appare ancora sull'Annuario Cattolico con la denominazione di Istituto Santa Gemma per l'Assistenza delle Orfane. Per gli anni precedenti, è ricordato nell'Annuario degli Istituti medi pareggiati e privati, dei convitti privati, delle casse e fondazioni private, edito dal Provveditorato generale dello Stato per il Ministero della Pubblica Istruzione: nel 1928 Giuseppe Rossi ne è il rettore e vi sono 15 convittrici e 35 orfane; nel 1930, la direttrice è Maria Conti, vi sono 60 convittrici e la proprietà fa capo alla Società anonima OZANAM. Si tratta di un'istituzione che per alcuni decenni ha arricchito la vita sociale del paese, fornendo sia assistenza alle orfane, che il servizio dell'asilo per le bambine delle famiglie della zona. All'interno dell'edificio di via Roma è conservata una seconda lapide che ricorda la donazione; in vicolo Rossi è ancora visibile l'insegna dipinta sulla parete del portone secondario d'accesso alla struttura, ma l'opera originale è stata integrata con alcuni passeri che fanno riferimento all'araldica della frazione.

## Economia
1. Il massimo sviluppo di Carcegna avviene presumibilmente durante la seconda metà del XVII secolo, come attestato dai lavori per la realizzazione della nuova chiesa parrocchiale. In quel periodo, alcuni carcegnesi sono stati particolarmente attivi a Milano, nell'ambito di attività commerciali ed imprenditoriali. Tra questi sono da segnalare i De Rubeis/Rossi, un agguerrito clan che si dedicava al commercio, che investiva i propri guadagni in proprietà terriera e che, quando non vi era disponibilità di denaro contante, ricorreva alla fitta trama di relazioni familiari per ottenerne a prestito, ponendo la terra a garanzia, con un effetto di moltiplicazione della moneta e della ricchezza e con la conservazione di una forte identità familiare che si evidenzia nel gran numero di contabilità varie, confessiones, cessiones ed instrumenta ancora reperibili in archivi privati. Indicativo è anche il fatto che si rinvenga un gran numero di testamenti di defunti che non portano il cognome De Rubeis, ma che evidentemente rientravano nella sfera degli interessi della famiglia. Il tratto distintivo è comunque sempre la proprietà terriera, posta a fondamento delle fortune mercantili ed oggetto di minuziosi inventari e ricognizioni. Le terre erano ricche di vigne ed il vino era con ogni probabilità avviato sul mercato milanese, dove procurava lauti guadagni. Alcune vigneti di proprietà si trovavano anche in Val Sesia. A p.54 di "Atti delle giornate di studio di Cultura a chilometro zero", Miasino, luglio - agosto 2016, si rinviene la notizia di una compagnia fra Carlo Francesco Martelli di Miasino e Giulio Carlo Rossi di Carcegna, creata nel 1650 per la durata di sei anni, con un capitale di 12.000 lire, dedita alla fabbricazione di calzette nel fondaco di Milano in parrocchia di San Michele alla Metropolitana, i cui soci potevano prelevare ogni anno il 5% dell'utile.
2. Nel già citato volume "Il diario del notaio Elia (1523 - 1560) e il mondo ortese degli Olina", l'indice dei luoghi permette di accedere ad alcuni dati relativi a Carcegna, utili nel contempo per descrivere le attività agro-pastorali della zona compresa tra Orta, Pettenasco ed Armeno, nella prima metà del sec. XVI: da pagina 29v si ricava che selve e brughiere, nel caso di Carcegna erano utilizzate per il pascolo vicinale senza limitazioni particolari; a pagina 32r si descrive il territorio compreso tra Carcegna e Pettenasco, dove la strada pubblica che collegava i due paesi ne segnava i confini attraverso boschi ricchi di castagni di una varietà precoce; a pag.67v, nel descrivere le difficoltà legate ad una cattiva annata, si apprende della diffusione della coltivazione della segale e della particolare mitezza di Carcegna, caratterizzata dalla presenza delle vigne; infine, a pag.93r sono ricordate le coltivazioni del fieno e della biada.
3. Nel primo quarto dell'Ottocento, Carcegna è caratterizzata da poderi e terrazzamenti ben curati. Sono i "vaghissimi colli, splendenti di vigneti" che, a partire da Corconio, Ortallo e Vacciago, caratterizzano tutta la sponda orientale del Lago d'Orta. Davide Bertolotti, un viaggiatore dell'epoca, ne lascia menzione in "Peregrinazioni", Milano, Società Tipografica dei Classici Italiani, 1822, p.6. Si rinviene invece uno specifico riferimento alla produzione del vino a Carcegna in "La Riviera di S. Giulio Orta e Gozzano: Trattenimento Storico del Canonico Angelo Fara", opera edita a Novara nel 1861, nella quale si descrive alle pp. 20 e 21 come la coltivazione della vite, particolarmente diffusa sui colli circostanti l'abitato, fosse iniziata anticamente utilizzando le piante di olmo, per poi passare a sostenerne lo sviluppo con pali, per evitare l'eccessivo impoverimento del terreno e assicurare la massima esposizione al sole. Secondo il Fara, all'inizio della seconda metà dell'Ottocento, il vino prodotto localmente non era aspro, a patto che si lasciasse maturare a lungo I'uva sulla pianta, ed assicurava non solo l'autoconsumo, ma anche un discreto surplus che ne alimentava il commercio. Un'altra indicazione utile per farci un'idea delle vigne arborate dei colli circostanti Carcegna può essere trovata in Cesare Carcano e Fiorella Mattioli, Antichi villaggi sulle rive del Cusio e attività connesse al lago, un contributo agli "Atti delle giornate di studio di Cultura a chilometro zero", tenutesi nel luglio - agosto 2016 (da p.71): queste vigne "appoggiavano sul sostegno vivo degli alberi da frutta e a maggiorina [...] In questo tipo di coltivazione si poneva un piede di vite al centro di un quadrato di circa 3 metri di lato, realizzato con pali di legno. I tralci venivano indirizzati verso gli angoli del quadrato e la vite veniva legata con flessibili rami dei salici. Il paesaggio che ne derivava era quello di un reticolato a base quadrata".
4. Nel secondo novecento, il legame con il paese d'origine dei carcegnesi, che hanno cercato fortuna all'estero o che si sono inurbati nelle grandi città del nord Italia, ha consentito un moderato sviluppo legato alla ristrutturazione delle abitazioni di proprietà e il mantenimento del patrimonio edilizio del luogo. A tale contributo si è sommato l'arrivo di residenti stagionali anche da paesi esteri. La crisi economica evidenziatasi a partire dal 2007 ha determinato invece l'obsolescenza e la messa in vendita di un ingente patrimonio immobiliare, che l'elevata pressione fiscale non consente più di mantenere. La pandemia del 2019 - 2020 sembra aver indotto l'utilizzo delle seconde abitazioni anche nei mesi dell'autunno-inverno.
5. Si segnala infine il recente sviluppo di proposte di accoglienza extra-alberghiera a gestione familiare che hanno profondamente rinnovato il panorama delle presenze stagionali e turistiche.

## Manifestazioni ed eventi
- Festa patronale: 29 giugno San Pietro
- Compatrono: 15 gennaio San Mauro